# Gleichnis vom ungerechten Richter
Das Gleichnis vom ungerechten Richter (Lukas 18,1–8 ), auch Gleichnis von der bittenden Witwe genannt, zählt zu den Parusiegleichnissen Jesu und wird dem lukanischen Sondergut zugerechnet. 
Durch das Gleichnis verdeutlichte Jesus seinen Jüngern die Wirksamkeit hartnäckiger Gebete gegen Unrecht (Lk 18,1 ). Im Gegensatz zu verschiedenen anderen Gleichnissen Jesu, wie z. B. das Gleichnis von den Arbeitern im Weinberg, bei denen Jesus sich einer Auslegung enthält und einen breiten exegetischen Spielraum zulässt, erklärt Jesus beim Gleichnis vom ungerechten Richter seine Worte sogleich im Anschluss (Lk 18,6–8 ).

## Inhalt
In einer Stadt herrschte ein gewissenloser, weder Gott noch Mensch fürchtender Richter. Als sich eine benachteiligte Witwe an ihn wandte mit der Bitte, ihr endlich Recht zu verschaffen, ignorierte der Richter zunächst ihr Anliegen. Angesichts der hartnäckig wiederholt bei ihm vorstellig werdenden Klägerin entschied er sich jedoch, sich der Sache anzunehmen, um vor der ihm zusehends lästig werdenden Frau schließlich Ruhe zu haben (Lk 18,2–5 ).
Im Hinblick auf den zum Handeln gedrängten ungerechten Richter verweist Jesus seine Zuhörer auf den gerechten Gott, der sich den Seinen bewusst zuwendet. Wenn diese ihm unablässig „Tag und Nacht“ in den Ohren liegen, wie sollte dieser sich lange Zeit lassen? Vielmehr wird er ihnen alsbald Recht verschaffen (Lk 18,6–8 ).

## Deutung

### Einordnung
Lukas platziert das Gleichnis in den dritten Abschnitt des Zuges Jesu nach Jerusalem (Lukas 17, 11–19,27). Es beschließt einen Gesprächsgang zum Thema „Die Tage des Menschensohns“ (Lukas 17,20–18,8), der sich mit dem Kommen des Gottesreiches befasst.
Dem Gleichnis schließt Lukas unmittelbar das Gleichnis vom Pharisäer und Zöllner (Lk 18,9–14 ) an, in dem ebenfalls das Beten thematisiert wird.
In besonderer Weise erinnert das Gleichnis an die vorausgegangene lukanische Parallele, dem Gleichnis vom bittenden Freund (Lk 11,5–8 ). Dabei legt Lukas den Akzent auf die umgehende Erfüllung des erbetenen Anliegens, sofern es nur mit ausreichend beharrlicher Zudringlichkeit vorgebracht wird.

### Kernaussage
Es wurde zuweilen behauptet, im Gang des Gleichnisses zeichne sich das steigernde Muster a minori ad maius ab: Wenn schon dieser ungerechte Richter durch das Drängen einer einfachen Frau irgendwann zu einer Sinnesänderung bewegt werden kann, um wie viel mehr wird der gerechte Gott seinen Auserwählten bald Gehör schenken, wenn sie Tag und Nacht nach ihm rufen. Da aber der Richter als Gegenbild zu Gott entworfen wird, verfehlt eine allegorische Deutung den Kern des Gleichnisses:
Widerstand zu leisten gegen Unrecht und zu Gott zu schreien, wenn Rechtsprechung dessen Gebote (Thora) verrät.
So ist es die Witwe, die für die Hörer in den Mittelpunkt gerückt wird, womit Sirach 35,14–19  aufgenommen wird: Die Tränen der Witwe begehren gegen den Verursacher erlittenen Unrechts auf. Das Gleichnis ist also nicht als Allegorie misszuverstehen. Der hartnäckige Widerstand gegen im Lichte der Thora doppelt erfahrenes Unrecht stellt die Witwe als eine Frau dar, die Gottes Recht auf ihrer Seite weiß und dies durch ihr ungebührliches Verhalten rechtschaffen zum Ausdruck bringt. Im Schreien gegen Ungerechtigkeit wird die Witwe als Vorbild für die Glaubenden sichtbar.

### Besonderheiten bei Lukas

#### Das Beten
Lukas betont das Gebet als Äußerung des Glaubens bzw. des Glaubenden wie kein anderer biblischer Autor. Gebetsszenen rahmen das Evangelium am Anfang bei der Erscheinung des Engels während einer Tempelliturgie (Lk 1,10 ) sowie am Ende nach der Himmelfahrt Jesu im Lobpreis der Jünger (Lk 24,52f ). Dem Anfang des Lukasevangeliums entstammen die als fester Bestandteil in die kirchliche Liturgie eingegangenen Gebetshymnen Magnificat (Lk 1,46–55 ), das Benedictus (Lk 1,68–79 ), das Gloria in excelsis (Lk 2,14 ) und das Nunc dimittis (Lk 2,29–32 ). Zahlreiche Berichte sowohl über das Gebet in den Gemeinden als auch über das Gebet Einzelner überliefert auch seine Apostelgeschichte.

#### Die Witwen
Ins Zentrum der Aufmerksamkeit Jesu rückt Lukas die religiös und sozial Deklassierten seiner Zeit. Dazu zählen die Sünder und Zöllner, wie es sich sowohl im anschließenden Gleichnis vom Pharisäer und Zöllner als auch in der Zachäusgeschichte erweist. Frauen, insbesondere Witwen, zählten im Altertum zu den in besonderer Weise Entrechteten und Ausgeschlossenen.
Neben den marginalisierten Frauen im Allgemeinen stehen die Witwen im besonderen Augenmerk des lukanischen Jesus. Er betont die Not der verwitweten Mutter des Jüngling von Naïn (Lk 7,11–17 ), er hebt den besonderen Wert des Scherfleins der Witwe gegenüber den dazu relativ geringen Gaben der Reichen hervor. Schließlich rückt Lukas bei der Wahl der Sieben Diakone (Apg 6,1–6 ) die sozialen Probleme in den Mittelpunkt, die angesichts der Witwenversorgung in der christlichen Gemeinde entbrannt sind.